# Новосельский сельсовет (Новосибирская область)
Новосельский сельсовет — сельское поселение в Купинском районе Новосибирской области Российской Федерации.
Административный центр — село Новоселье.

## История
Статус и границы сельского поселения установлены Законом Новосибирской области от 2 июня 2004 года № 200-ОЗ «О статусе и границах муниципальных образований Новосибирской области»

## Население
| 2002  | 2010  | 2012  | 2013  | 2014  | 2015  | 2016  |
| ----- | ----- | ----- | ----- | ----- | ----- | ----- |
| 1707  | ↘1329 | ↘1289 | ↘1243 | ↘1201 | ↘1180 | ↘1173 |
| 2017  | 2018  | 2019  | 2020  | 2021  |       |       |
| ↘1153 | ↘1134 | ↘1125 | ↘1094 | ↘1059 |       |       |

## Состав сельского поселения
| № | Населённый пункт | Тип населённого пункта       | Население |
| - | ---------------- | ---------------------------- | --------- |
| 1 | Киргинцево       | деревня                      | ↘590      |
| 2 | Новоселье        | село, административный центр | ↘690      |
| 3 | Федосьевка       | деревня                      | ↘49       |